# Sotk
Sotk (conosciuto anche come Sork, in armeno Սոթք?, fino al 1991 Zod) è un comune dell'Armenia di 1 780 abitanti (2009) della provincia di Gegharkunik, fondato nel 1969.